# Surt og sødt
Surt og sødt er Per Dichs første album, som udkom i 1966 på forlaget Sonet.

## Spor
1. "Tampax Vobiscum"
2. "Gud er med os"
3. "Pæne æsker"
4. "To sætter bo"
5. "Blomster blir fredet"
6. "Tung regn"
7. "Den villige værnepligtige"
8. "International"
9. "Den grønne bænk"
10. "Jeg fik en sorg så stor"
11. "Vi har rendezvous"
12. "Gorillaen"
13. "Proptrækkeren"